# Gastón Novero
Gastón Alejandro Novero (n. San Jorge, Santa Fe, Argentina; 6 de julio de 1998) es un futbolista argentino que juega de volante o extremo y su equipo actual es Provincial Ovalle de la Segunda División de Chile.

## Trayectoria
Empezó su carrera en San Jorge, club de su ciudad natal. Allí realizó inferiores y jugó desde 2015 hasta 2021. En su paso por el club jugó 36 partidos y marcó 10 goles, además de llegar a la final del Torneo Federal B 2017 por el 4.º ascenso, aunque finalmente perdieron con San Martín de Formosa por 2 a 1.
Tras un destacado 2021, llega a Sportivo Las Parejas para disputar el Torneo Federal A 2022.
Tras apenas 3 meses en "El Lobo", llega con el pase en su poder a Chaco For Ever para disputar la Primera Nacional 2022. Con el "albinegro" logra acceder al Reducido por el segundo ascenso a primera, aunque pierde con Estudiantes de Caseros por 3 a 0 en la primera fase.
En enero de 2023 llega a préstamo por una temporada a Patronato, con vistas en participar en la Primera Nacional 2023 y la Copa Libertadores 2023.

## Clubes
| Club                 | País      | Año       | PJ | Goles |
| -------------------- | --------- | --------- | -- | ----- |
| San Jorge            | Argentina | 2016-2021 | 36 | 10    |
| Sportivo Las Parejas | Argentina | 2022      | 6  | 3     |
| Chaco For Ever       | Argentina | 2022      | 18 | 1     |
| Patronato            | Argentina | 2023      | 27 | 0     |
| Chaco For Ever       | Argentina | 2024      | 20 | 1     |
| San Luis             | Chile     | 2025-     | 18 | 1     |